# Joe King (acteur)
Pour les articles homonymes, voir Joe King et King.
Joseph Sayers "Joe" King est un acteur américain né le 9 février 1883 à Austin (Texas) et mort le 11 avril 1951 dans le quartier de Woodland Hills à Los Angeles (Californie).

## Théâtre
- 1925 : A Lady's Virtue de Rachel Crothers
- 1927 : The Royal Family
- 1931 : Caught Wet de Rachel Crothers
- 1932 : Wild Waves

## Filmographie partielle
- 1913 : Le Désastre (The Battle of Gettysburg) de Thomas H. Ince et Charles Giblyn
- 1917 : Hell Hath no Fury de Charles Bartlett
- 1917 : Her Salvation
- 1917 : Sands of Sacrifice de Edward Sloman : Sophier
- 1917 : Wild Winship's Widow de Charles Miller : Morley Morgan
- 1917 : Big Timber de William D. Taylor : Walter Monahan
- 1917 : The Law North of 65 de Colin Campbell
- 1917 : Betty and the Buccaneers de Rollin S. Sturgeon : Dick Winthrop
- 1917 : The Sea Master de Edward Sloman
- 1917 : The Rose of Blood de J. Gordon Edwards : le premier ministre
- 1918 : Shifting Sands de Albert Parker : John Stanford
- 1918 : The Answer de E. Mason Hopper : John Warfield
- 1918 : The Hand at the Window de Raymond Wells : Roderick Moran
- 1918 : Until They Get Me de Frank Borzage : Selwyn
- 1918 : Everywoman's Husband de G. P. Hamilton : Frank Emerson
- 1918 : The Last Rebel de G. P. Hamilton : Harry Apperson / 'Lucky' Jim Apperson
- 1918 : The Vortex de G. P. Hamilton : Lorimer Van Cleefe
- 1918 : The Secret Code de Albert Parker : Jefferson Harrow
- 1918 : Irish Eyes de William C. Dowlan : Sir Arthur Ormsby
- 1918 : Héritière d'un jour (Heiress for a Day) de John Francis Dillon  : Jack Standring
- 1918 : The Price of Applause de Thomas N. Heffron : Marcarson
- 1919 : The Right to Lie de Edwin Carewe : Crosby Dana
- 1919 : The Way of the Strong de Edwin Carewe : Alexander Hendrie
- 1919 : The Imp de Robert Ellis : Le Leopard
- 1919 : False Evidence d'Edwin Carewe : Lot Gordon
- 1919 : Love's Prisoner de John Francis Dillon : Jim Garside
- 1920 : The Woman God Sent de Larry Trimble : Jack West Jr.
- 1920 : The North Wind's Malice de Paul Bern : Carter
- 1920 : Man and Woman de Charles A. Logue : Joe
- 1920 : The Girl With the Jazz Heart de Lawrence C. Windom : Miles Sprague
- 1920 : The Broadway Bubble de George L. Sargent : Geoffrey Landreth
- 1920 : Children Not Wanted de Paul Scardon : Robert Barrington
- 1921 : The Scarab Ring de Edward Jose : Ward Locke
- 1921 : Moral Fibre de Webster Campbell : John Corliss
- 1921 : When Destiny Wills de R. C. Baker
- 1921 : The Idol of the North de R. William Neill : sergent McNair
- 1921 : Salvation Nell de Kenneth Webb : Jim Platt
- 1921 : Anne of Little Smoky de Edward Connor : Bob Hayne
- 1922 : Le Mystère de la Vallée Blanche (The Valley of Silent Men) de Frank Borzage : Buck O'Connor
- 1922 : Le Visage dans le brouillard (The Face in the Fog) d'Alan Crosland : inspecteur Wren
- 1922 : Sisters de Albert Capellani : Martin Lloyd
- 1923 : Son grand frère (Big Brother) de Allan Dwan : Ben Murray
- 1923 : Counterfeit Love de Roy Sheldon : Richard Wayne
- 1923 : The Daring Years de Kenneth Webb : Jim Moran
- 1923 : Twenty-One de John S. Robertson : McCullough
- 1924 : Unguarded Women de Alan Crosland : capitaine Robert Banning
- 1924 : La Danseuse masquée (The Masked Dancer) de Burton L. King : Fred Sinclair
- 1924 : Frontier Woman de Webster Campbell : Edward Johnston
- 1926 : Les Dieux de bronze (Tin Gods) de Allan Dwan : le premier contremaître
- 1929 : The Laughing Lady de Victor Schertzinger : le rédacteur du journal local
- 1929 : The Battle of Paris de Robert Florey : Jack
- 1930 : Roadhouse Nights de Hobart Henley : John Hanson
- 1934 : Traqués (Woman in the Dark) de Phil Rosen : le policier
- 1935 : We're in the Money de Ray Enright
- 1935 : Front Page Woman de Michael Curtiz
- 1935 : Moonlight on the Prairie de D. Ross Lederman
- 1935 : Broadway Hostess de Frank McDonald
- 1935 : Man of Iron de William Mcgann
- 1935 : Romance of the West de Ralph Staub
- 1935 : Special Agent de William Keighley
- 1935 : Alibi Ike de Ray Enright
- 1936 : The Case of the Velvet Claws de William Clemens
- 1936 : Polo Joe de William McGann
- 1936 : China Clipper de Ray Enright
- 1936 : Guerre au crime (Bullets or Ballots) de William Keighley
- 1936 : Sons o' Guns de Lloyd Bacon
- 1936 : Le Mort qui marche (The Walking Dead) de Michael Curtiz
- 1936 : Public Enemy's Wife de Nick Grinde
- 1936 : Snowed Under de Ray Enright
- 1936 : Road Gang de Louis King
- 1936 : Jailbreak de Nick Grinde
- 1936 : Bengal Tiger de Louis King
- 1937 : La Loi de la forêt (God's Country and the Woman) de William Keighley
- 1937 : Flyaway Baby de Frank McDonald
- 1937 : Armored Car de Lewis R. Foster
- 1937 : That Man's Here Again de Louis King
- 1937 : San Quentin de Lloyd Bacon
- 1937 : White Bondage de Nick Grinde
- 1937 : Once a Doctor de William Clemens
- 1937 : Land Beyond the Law (en) de B. Reeves Eason
- 1938 : City Streets de Albert S. Rogell
- 1938 : Heart of the North de Lewis Seiler
- 1938 : Strange Faces de Errol Taggart
- 1939 : My Son Is a Criminal de C. C. Coleman Jr.
- 1939 : Code of the Secret Service de Noel Smith
- 1939 : Smashing the Money Ring de Terry O. Morse
- 1940 : You're not so Tough de Joe May
- 1940 : Black Friday de Arthur Lubin
- 1940 : It's a Date de William A. Seiter
- 1940 : Danger on Wheels de W. Christy Cabanne
- 1940 : Pony Express Days de B. Reeves Eason
- 1940 : Always a Bride de Noel Smith
- 1941 : Bullets for O'Hara (en) de William K. Howard
- 1941 : Blondie Goes Latin de Frank Strayer
- 1943 : She Has What It Takes de Charles T. Barton